# Ray-Ban Wayfarer

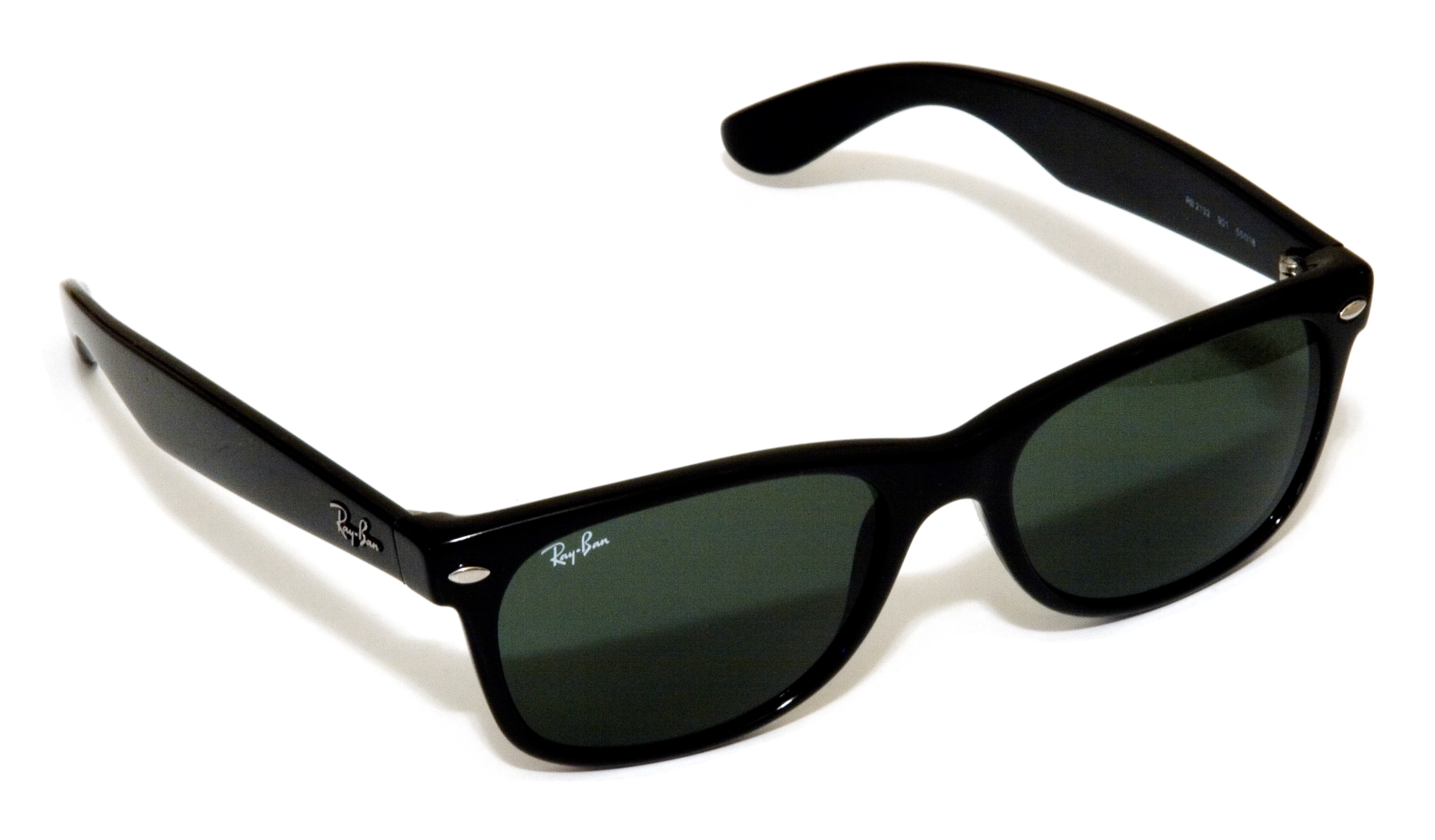
Modern modell av Ray-Ban Wayfarer (RB2132 901L).

Ray-Ban Wayfarer är en solglasögonmodell som tillverkas av varumärket Ray-Ban sedan 1956. Vid lanseringen av Wayfarer-modellen var dess design revolutionerande bland dåtidens modeller som till största del var tillverkade av metall.